# Hedtjärnen (Grangärde socken, Dalarna, 666203-144045)
Hedtjärnen är en sjö i Ljusnarsbergs kommun och Ludvika kommun i Dalarna och ingår i Norrströms huvudavrinningsområde. Sjön har en area på 0,108 kvadratkilometer och ligger 282,1 meter över havet. Hedtjärnen ligger i Nittmossens naturreservat.

## Delavrinningsområde
Hedtjärnen ingår i det delavrinningsområde (665181-144168) som SMHI kallar för Ovan Nordtjärnsälven. Medelhöjden är 310 meter över havet och ytan är 87 kvadratkilometer. Det finns inga avrinningsområden uppströms utan avrinningsområdet är högsta punkten. Rällsälven (Nittälven) som avvattnar avrinningsområdet har biflödesordning 3, vilket innebär att vattnet flödar genom totalt 3 vattendrag innan det når havet efter 282 kilometer. Avrinningsområdet består mestadels av skog (75 procent). Avrinningsområdet har 3,82 kvadratkilometer vattenytor vilket ger det en sjöprocent på 4,4 procent.